# Štajngrob
Štajngrob este o localitate din comuna Sevnica, Slovenia, cu o populație de 36 de locuitori.